# Anarolius fronto
Anarolius fronto är en tvåvingeart som beskrevs av Friedrich Hermann Loew 1873. Anarolius fronto ingår i släktet Anarolius och familjen rovflugor. Inga underarter finns listade i Catalogue of Life.